# Rene Mihelič
Rene Mihelič, slovenski nogometaš, * 5. julij 1988, Maribor.

## Dosežki

#### NK Maribor
- Prvak prve slovenske nogometne lige: 2008/09
- Slovenski nogometni pokal:

- Podprvak: 2006/07, 2007/08

- Slovenski nogometni superpokal: 2009
- Intertoto pokal: 2006